# Pantheon Range
Pantheon Range är ett berg i Kanada.   Det ligger i provinsen British Columbia, i den sydvästra delen av landet, 3 600 km väster om huvudstaden Ottawa. Toppen på Pantheon Range är 2 525 meter över havet, eller 20 meter över den omgivande terrängen. Bredden vid basen är 0,34 km.
Terrängen runt Pantheon Range är bergig åt sydväst, men åt nordost är den kuperad. Trakten runt Pantheon Range är nära nog obefolkad, med mindre än två invånare per kvadratkilometer.. Det finns inga samhällen i närheten. 
Trakten runt Pantheon Range består i huvudsak av gräsmarker.